# Olympische Sommerspiele 1964/Rudern
Bei den XVIII. Olympischen Spielen 1964 in Tokio wurden ab dem 11. Oktober 1964 sieben Wettbewerbe im Rudern ausgetragen. Die Finalrennen fanden am 15. Oktober statt. Insgesamt nahmen 370 männliche Athleten aus 27 Nationen auf der Regattastrecke Toda an.
Erfolgreichste Nation waren die Vereinigten Staaten, deren Boote zwei Goldmedaillen sowie je eine Silber- und eine Bronzemedaille gewannen. Dahinter folgte die Sowjetunion mit zwei Goldmedaillen. Jeweils ein Olympiasieg gelang Booten aus Deutschland, Dänemark und Kanada, wobei sich die deutschen Ruderer außerdem auch zwei Silbermedaillen und eine Bronzemedaille sichern konnten.

## Bilanz

### Medaillenspiegel
| Platz | Land               | Gold | Silber | Bronze | Gesamt |
| ----- | ------------------ | ---- | ------ | ------ | ------ |
| 1     | Vereinigte Staaten | 2    | 1      | 1      | 4      |
| 2     | Sowjetunion        | 2    | –      | –      | 2      |
| 3     | Deutschland        | 1    | 2      | 1      | 4      |
| 4     | Dänemark           | 1    | –      | –      | 1      |
| 4     | Kanada             | 1    | –      | –      | 1      |
| 5     | Niederlande        | –    | 1      | 2      | 3      |
| 7     | Frankreich         | –    | 1      | –      | 1      |
| 7     | Großbritannien     | –    | 1      | –      | 1      |
| 7     | Italien            | –    | 1      | –      | 1      |
| 10    | Tschechoslowakei   | –    | –      | 2      | 2      |
| 11    | Schweiz            | –    | –      | 1      | 1      |

### Medaillengewinner
| Konkurrenz             | Gold | Silber | Bronze |
| ---------------------- | --- | --- | --- |
| Einer                  | Wjatscheslaw Iwanow | Achim Hill | Gottfried Kottmann |
| Doppelzweier           | Sowjetunion Oleg Tjurin Boris Dubrowski | Vereinigte Staaten Seymour Cromwell James Storm | Tschechoslowakei Vladimír Andrs Pavel Hofmann                                                                                             |
| Zweier ohne Steuermann | Kanada George Hungerford Roger Jackson | Niederlande Steven Blaisse Ernst Veenemans | Deutschland Michael Schwan Wolfgang Hottenrott                                                                                            |
| Zweier mit Steuermann  | Vereinigte Staaten Edward Ferry Conn Findlay Kent Mitchell                                                                                       | Frankreich Jacques Morel Georges Morel Jean-Claude Darouy | Niederlande Jan Justus Bos Herman Rouwé Erik Hartsuiker                                                                                   |
| Vierer ohne Steuermann | Dänemark John Ørsted Hansen Bjørn Hasløv Erik Petersen Kurt Helmudt                                                                              | Großbritannien John Russell Hugh Wardell-Yerburgh William Barry John James                                                                                        | Vereinigte Staaten Geoffrey Picard Richard Lyon Theodore Mittet Ted Nash                                                                  |
| Vierer mit Steuermann  | Deutschland Peter Neusel Bernhard Britting Joachim Werner Egbert Hirschfelder Jürgen Oelke                                                       | Italien Renato Bosatta Emilio Trivini Giuseppe Galante Franco De Pedrina Giovanni Spinola                                                                         | Niederlande Alex Mullink Jan van de Graaff Frederik van de Graaff Robert van de Graaf Marius Klumperbeek                                  |
| Achter                 | Vereinigte Staaten Joseph Amlong Thomas Amlong Harold Budd Emory Clark Stanley Cwiklinski Hugh Foley William Knecht William Stowe Robert Zimonyi | Deutschland Klaus Aeffke Klaus Bittner Karl-Heinrich von Groddeck Hans-Jürgen Wallbrecht Klaus Behrens Jürgen Plagemann Jürgen Schröder Horst Meyer Thomas Ahrens | Tschechoslowakei Petr Čermák Jiří Lundák Jan Mrvík Július Toček Josef Věntus Luděk Pojezný Bohumil Janoušek Richard Nový Miroslav Koníček |

## Ergebnisse

### Einer
| Platz | Land | Sportler            | Zeit (min)         |
| ----- | ---- | ------------------- | ------------------ |
| 1     | URS  | Wjatscheslaw Iwanow | 8:22,51            |
| 2     | EUA  | Achim Hill          | 8:26,24            |
| 3     | SUI  | Gottfried Kottmann  | 8:29,68            |
| 4     | ARG  | Alberto Demiddi     | 8:31,51            |
| 5     | NZL  | Murray Watkinson    | 8:35,57            |
| 6     | USA  | Donald Spero        | 8:37,53            |
| 7     | NLD  | Rob Groen           | 7:17,50 (B-Finale) |
| 8     | CAN  | Leif Gotfredsen     | 7:28,70 (B-Finale) |

### Doppelzweier
| Platz | Land | Sportler                         | Zeit (min)         |
| ----- | ---- | -------------------------------- | ------------------ |
| 1     | URS  | Oleg Tjurin Boris Dubrowski      | 7:10,66            |
| 2     | USA  | Seymour Cromwell James Storm     | 7:13,16            |
| 3     | TCH  | Vladimír Andrs Pavel Hofmann     | 7:14,23            |
| 4     | SUI  | Melchior Bürgin Martin Studach   | 7:24,97            |
| 5     | EUA  | Helmut Lebert Josef Steffes-Mies | 7:30,03            |
| 6     | FRA  | René Duhamel Bernard Monnereau   | 7:41,80            |
| 7     | GBR  | Arnold Cooke Peter Webb          | 6:44,39 (B-Finale) |
| 8     | NLD  | Max Alwin Peter Bots             | 6:47,07 (B-Finale) |

### Zweier ohne Steuermann
| Platz | Land | Sportler                                 | Zeit (min)         |
| ----- | ---- | ---------------------------------------- | ------------------ |
| 1     | CAN  | George Hungerford Roger Jackson          | 7:32,94            |
| 2     | NLD  | Steven Blaisse Ernst Veenemans           | 7:33,40            |
| 3     | EUA  | Michael Schwan Wolfgang Hottenrott       | 7:38,63            |
| 4     | GBR  | David Lee Nicholson Stewart Farquharson  | 7:42,00            |
| 5     | DEN  | Peter Fich Christiansen Hans Jørgen Boye | 7:48,13            |
| 6     | FIN  | Toimi Pitkänen Veli Lehtelä              | 8:05,74            |
| 7     | SUI  | Peter Bolliger Nicolas Golet             | 7:05,71 (B-Finale) |
| 8     | POL  | Czeslaw Nawrot Alfons Ślusarski          | 7:08,38 (B-Finale) |

### Zweier mit Steuermann
| Platz | Land | Sportler                                                      | Zeit (min)         |
| ----- | ---- | ------------------------------------------------------------- | ------------------ |
| 1     | USA  | Edward Ferry Conn Findlay Kent Mitchell (Stm.)                | 8:21,33            |
| 2     | FRA  | Jacques Morel Georges Morel Jean-Claude Darouy (Stm.)         | 8:23,15            |
| 3     | NLD  | Jan Justus Bos Herman Rouwé Erik Hartsuiker (Stm.)            | 8:23,42            |
| 4     | URS  | Leonid Rakowschtschik Nikolai Safronow Igor Rudakow (Stm.)    | 8:24,85            |
| 5     | TCH  | Václav Chalupa Jiří Palko Zdeněk Mejstřík (Stm.)              | 8:36,21            |
| 6     | POL  | Kazimierz Naskręcki Marian Siejkowski Stanisław Kozera (Stm.) | 8:40,0             |
| 7     | EUA  | Günter Bergau Peter Gorny Karl-Heinz Danielowski (Stm.)       | 7:27,98 (B-Finale) |
| 8     | AUT  | Alfred Sageder Josef Kloimstein Peter Salzbacher (Stm.)       | 7:31,65 (B-Finale) |

### Vierer ohne Steuermann
| Platz | Land | Sportler                                                          | Zeit (min)         |
| ----- | ---- | ----------------------------------------------------------------- | ------------------ |
| 1     | DEN  | John Ørsted Hansen Bjørn Hasløv Erik Petersen Kurt Helmudt        | 6:59,30            |
| 2     | GBR  | John Russell Hugh Wardell-Yerburgh William Barry John James       | 7:00,47            |
| 3     | USA  | Geoffrey Picard Richard Lyon Theodore Mittet Ted Nash             | 7:01,37            |
| 4     | NLD  | Sjoerd Wartena Jim Enters Herman Boelen Sipke Castelein           | 7:09,98            |
| 5     | ITA  | Romano Sgheiz Fulvio Balatti Giovanni Zucchi Luciano Sgheiz       | 7:10,05            |
| 6     | EUA  | Günter Schroers Horst Effertz Albrecht Müller Manfred Misselhorn  | 7:10,33            |
| 7     | URS  | Celestinas Jucys Eugenijus Levickas Jonas Motiejūnas Anatoli Sass | 6:22,03 (B-Finale) |
| 8     | AUT  | Dieter Ebner Horst Kuttelwascher Dieter Losert Manfred Krausbar   | 6:24,15 (B-Finale) |

### Vierer mit Steuermann
| Platz | Land | Sportler                                                                                            | Zeit (min)         |
| ----- | ---- | --------------------------------------------------------------------------------------------------- | ------------------ |
| 1     | EUA  | Peter Neusel Bernhard Britting Joachim Werner Egbert Hirschfelder Jürgen Oelke (Stm.)               | 7:00,44            |
| 2     | ITA  | Renato Bosatta Emilio Trivini Giuseppe Galante Franco De Pedrina Giovanni Spinola (Stm.)            | 7:02,84            |
| 3     | NLD  | Alex Mullink Jan van de Graaff Frederik van de Graaff Robert van de Graaf Marius Klumperbeek (Stm.) | 7:06,46            |
| 4     | FRA  | Yves Fraisse Claude Pache Gérard Jacquesson Michel Dumas Jean-Claude Darouy (Stm.)                  | 7:13,92            |
| 5     | URS  | Anatolij Tkatschuk Boris Kusmin Witali Kurdtschenko Wladimir Jewsejew Anatoli Lusgin (Stm.)         | 7:16,05            |
| 6     | POL  | Szczepan Grajczyk Marian Leszczyński Ryszard Lubicki Andrzej Nowaczyk Jerzy Pawłowski (Stm.)        | 7:28,15            |
| 7     | USA  | Paul Gunderson Hughie Pollock Tom Pollock Jim Tew Ted Washburn (Stm.)                               | 6:43,68 (B-Finale) |
| 8     | NZL  | Darien Boswell Alistair Dryden Peter Masfen Dudley Storey Robert Page (Stm.)                        | 6:45,16 (B-Finale) |

### Achter
| Platz | Land | Sportler | Zeit (min)         |
| ----- | ---- | --- | ------------------ |
| 1     | USA  | Joseph Amlong, Thomas Amlong, Harold Budd, Emory Clark, Stanley Cwiklinski, Hugh Foley, William Knecht, William Stowe, Robert Zimonyi (Stm.)                           | 6:18,23            |
| 2     | EUA  | Klaus Aeffke, Klaus Bittner, Karl-Heinrich von Groddeck, Hans-Jürgen Wallbrecht, Klaus Behrens, Jürgen Plagemann, Jürgen Schröder, Horst Meyer, Thomas Ahrens (Stm.)   | 6:23,29            |
| 3     | TCH  | Petr Čermák, Jiří Lundák, Jan Mrvík, Július Toček, Josef Věntus, Luděk Pojezný, Bohumil Janoušek, Richard Nový, Miroslav Koníček (Stm.)                                | 6:25,11            |
| 4     | YUG  | Boris Klavora, Jadran Barut, Jože Berc, Vjekoslav Skalak, Marko Mandič, Alojz Colja, Pavao Martić, Lucijan Kleva, Zdenko Balaš (Stm.)                                  | 6:27,15            |
| 5     | URS  | Wolodymyr Sterlyk, Juri Suslin, Juozas Jagelavičius, Petras Karla, Vytautas Briedis, Zigmas Jukna, Antanas Bagdonavičius, Ričardas Vaitkevičius, Juri Lorenzson (Stm.) | 6:30,69            |
| 6     | ITA  | Dario Giani, Sergio Tagliapietra, Gianpietro Gilardi, Francesco Glorioso, Pietro Polti, Giuseppe Schiavon, Orlando Savarin, Sereno Brunello, Ivo Stefanoni (Stm.)      | 6:42,78            |
| 7     | FRA  | André Fevret, Pierre Maddaloni, André Sloth, Joseph Moroni, Robert Dumontois, Jean-Pierre Grimaud, Bernard Meynadier, Michel Viaud, Alain Bouffard (Stm.)              | 5:58,57 (B-Finale) |
| 8     | AUS  | David Ramage, David Boykett, Terence Davies, Robert Lachal, Paul Guest, Martin Tomanovits, Brian Vear, Graeme McCall, Kevin Wickham (Stm.)                             | 6:02,21 (B-Finale) |